# Matilde Barón
Matilde Barón Ayala (Melilla, 1956) es una investigadora española. Directora de la Estación Experimental del Zaidín (EEZ) de Granada (CSIC).

## Biografía
Tras licenciarse en 1978 y doctorarse en 1984 en la facultad de Ciencias Biológicas de la Universidad de Granada, con premio extraordinario en ambos casos, se trasladó a Alemania. Desde octubre de 1985 hasta julio de 1987 trabajó como científica visitante en el Departamento de Fisiología y Bioquímica Vegetal en la Universidad de Constanza.
De regreso a España, obtuvo plaza de científica titular, en febrero de 1988; y de Investigadora Científica del Consejo Superior de Investigaciones Científicas, en junio de 2006, en la Estación Experimental del Zaidín de Granada.

## Líneas de investigación
En la Estación Experimental del Zaidín de Granada dirige un grupo de investigación que analiza la fotosíntesis, el estrés vegetal y las técnicas para su detección.
Ha coordinado diversos proyectos internacionales en la República Checa, Bulgaria, Marruecos y Hungría.
Ha sido miembro de la Comisión del Área de Ciencias Agrarias del CSIC (2008-2012) y gestora asociada del programa Explora del Ministerio de Ciencia, Innovación y Universidades (2011). Desde 2012 es miembro de la Comisión de Ética y Bioética del CSIC, y representante del CSIC en la Comisión Ejecutiva del Parque de las Ciencias de Granada desde 2014.
Apasionada de la divulgación científica, desde el departamento de Divulgación y Prensa de la EEZ ha colaborado en exposiciones multimedia itinerantes, audiovisuales, programas de radio, conferencias y artículos de prensa. Miembro del Comité Asesor de la colección de libros CSIC ¿Que sabemos de...?, ha publicado en diversos medios artículos divulgativos sobre estrés vegetal, fotosíntesis o mujeres científicas. Colabora, junto con otros investigadores en un blog científico.

## Premios
- Medalla Farkas Gábor a la cooperación internacional, Hungría.